# Caracal caracal nubica
Caracal caracal nubica es una subespecie de  mamíferos carnívoros  de la familia Felidae.

## Distribución geográfica
Se encuentra en el Sudán y Etiopía.